# Serge Gilles
Serge Gilles (5 de janeiro de 1936) é o líder do partido político Fusão dos Social-democratas Haitianos. Ele passou 25 anos no exílio no exterior antes de voltar ao Haiti em 1986. Gilles tornou-se o líder do partido Fusão em 2005 e foi indicado como candidato a presidente, mas perdeu para René Préval.

## Vida privada
Gilles nasceu no planalto central do Haiti. Estudou o ensino médio em Hinche e depois continuou seus estudos na escola Alexandre Pétion, em Porto Príncipe. Tornou-se professor de educação física, lecionando história e esportes, o que lhe rendeu um prêmio pelo Instituto Francês no Haiti de uma bolsa de estudos para aprofundar seu estudo. Gilles formou-se em psicologia em 1965 na Sorbonne. Após ter a entrada em território haitiano negada, Gilles permaneceu na França e aprofundou seu estudo. Lá, ele trabalhou para Cimade e acabou se tornando administrador.